# Amy Rodriguez
Amy Joy Rodriguez (født 17. februar 1987) er en amerikansk fodboldspiller, der spiller for FC Kansas City i National Women's Soccer League og er også en del af USAs kvindefodboldlandshold. Hun har tidligere spillet for Boston Breakers og Philadelphia Independence i WPS. Hun har spillet de fleste kampe som angriber og er kendt for sin hurtighed. Hun kaldes "A Rod" af holdkammeraterne og af fodboldkommentatorer.